# Pandemia de holeră din 1826-1837
Pandemia de holeră din 1826/1837, cunoscută și drept Pandemia asiatică de holeră, a fost o pandemie de holeră venită din Subcontinentul Indian, ajungând prin Asia de Vest în Europa, și ulterior și în Statele Unite ale Americii. Tot din India se va răspândi și în Dinastia Qing și în Japonia. A fost epidemia cu cea mai mare rată a mortalității din secolul al XIX-lea.
Virusul a pornit, probabil, de la ape contaminate de materii fecale. Dat fiind că holera este un virus exclusiv uman, se crede că virusul a fost răspândit de negustori indieni de-a lungul rutelor comerciale. La acel moment, însă, comunitatea științifică nu era suficient de dezvoltată pentru a identifica aceste cauze.